# کوه قنبر
کوه قنبر یکی از کوه های واقع در دهستان سیوکانلو شهرستان شیروان است. 

## موقعیت
این کوه از شمال به روستای زرتانلو، از شمال شرقی به روستای اوغاز تازه، از شمال غربی به روستای بی بهره و از شرق به روستای چپانلو منتهی می شود.

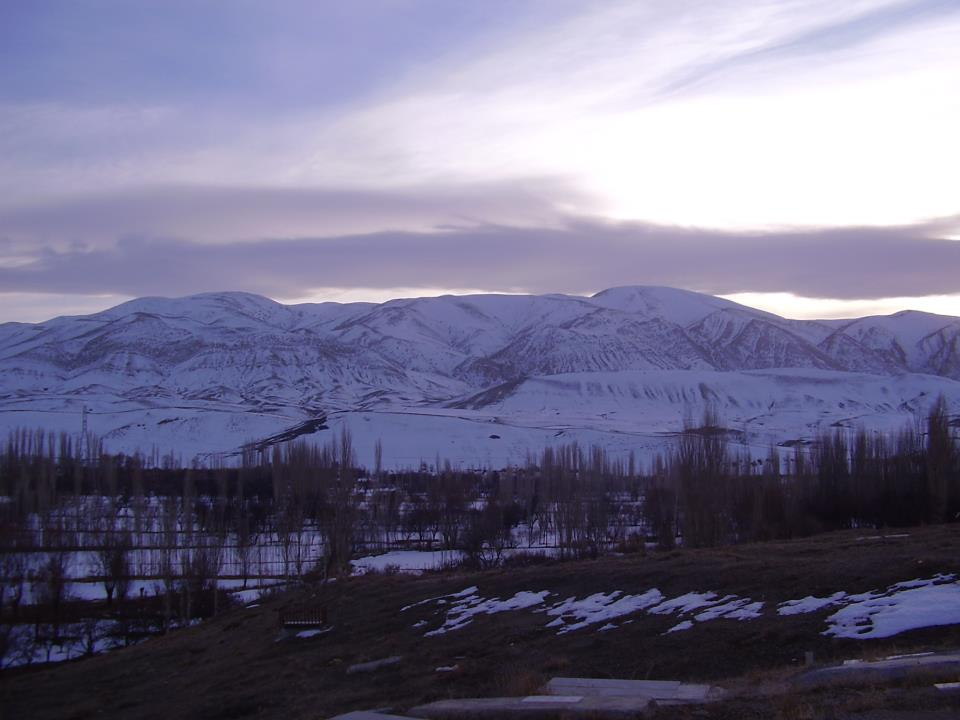
نمایی از کوه قمبر اوغاز در زمستان